# 나이지리아저빌
나이지리아저빌(Gerbillus nigeriae)은 황무지쥐아과에 속하는 설치류의 일종이다. 나이지리아 북부와 부르키나 파소에 주로 분포한다.